# ان‌ان مار
ان‌ان مار یک ستاره است که در صورت فلکی مار قرار دارد.